# Требушовський потік
Требушовський потік (словац. Trebušovský potok) — річка в Словаччині, притока Чебовського потоку, протікає в окрузі Вельки Кртіш.
Довжина приблизно 15.3-15.7 км. Витік знаходиться в масиві Крупінська-Планина — на висоті близько 350-355 метрів. Протікає територією сіл Человце; Шіраков; Каменне Косіги; Требушовце; Мала Чаломія; Храстінце; Коларе і Словенске Дярмоти..
Впадає в Чебовський потік на висоті приблизно 135-140 метрів.